# Quel certo non so che (film 1963)
Quel certo non so che (The Thrill of It All) è un film del 1963 diretto da Norman Jewison.

## Trama
Beverly Boyer è una casalinga americana che si dedica con affetto alla gestione della casa e dei suoi due figli, Andy e Maggie, mentre il marito Gerald è un affermato ginecologo. La loro vita familiare procede serenamente fino a quando Gerald, grazie alle sue competenze mediche, contribuisce in modo decisivo alla gravidanza tanto attesa di una sua paziente, Mrs. Fraleigh. In segno di gratitudine, la famiglia Fraleigh invita i coniugi Boyer a una cena formale, durante la quale fanno la conoscenza del patriarca Old Tom Fraleigh, proprietario della nota marca di sapone “Felice”.
Colpito dal naturale carisma di Beverly, Old Tom le propone di apparire in uno spot televisivo pubblicitario. Nonostante un iniziale imbarazzo durante la diretta, il pubblico apprezza la sua spontaneità e un critico ne loda la presenza scenica. Old Tom le offre quindi un contratto fisso, ben remunerato. Beverly accetta, malgrado la riluttanza di Gerald che si sente messo da parte, soprattutto quando la notorietà della moglie comincia a crescere. Gli impegni lavorativi di Beverly aumentano: spot pubblicitari, servizi fotografici, feste organizzate dallo sponsor e nuovi appuntamenti televisivi la tengono sempre più lontana da casa. Le tensioni familiari si acuiscono con la partenza della governante Olivia e l’arrivo della nuova, poco efficiente sostituta. Il punto di rottura arriva quando la ditta costruisce, senza avvertire nessuno, una piscina nel vialetto di casa: Gerald, ignaro, vi finisce dentro con l’auto. Furioso, lascia la casa e mette in scena una finta relazione con la sua assistente Miss Thompson per suscitare la gelosia della moglie.La svolta arriva quando Beverly, invitata a una festa promozionale, scopre che Mrs. Fraleigh ha improvvisamente iniziato il travaglio. Inizia così una corsa al pronto soccorso che costringe Beverly e Gerald ad affrontare insieme un’emergenza, riaccendendo un’intesa che sembrava perduta.

## Critica
(Mereghetti)